# Велике Чеменево
Велике Чеме́нево (рос. Большое Чеменево, чув. Аслă Чемен) — село у складі Батиревського району Чувашії, Росія. Адміністративний центр Великочеменевського сільського поселення.
Населення — 684 особи (2010; 788 у 2002).
Національний склад:
- чуваші — 99 %